# Coenosmilia arbuscula
Coenosmilia arbuscula är en korallart som beskrevs av Pourtalès 1874. Coenosmilia arbuscula ingår i släktet Coenosmilia och familjen Caryophylliidae. Inga underarter finns listade i Catalogue of Life.